# Skagen Kirke

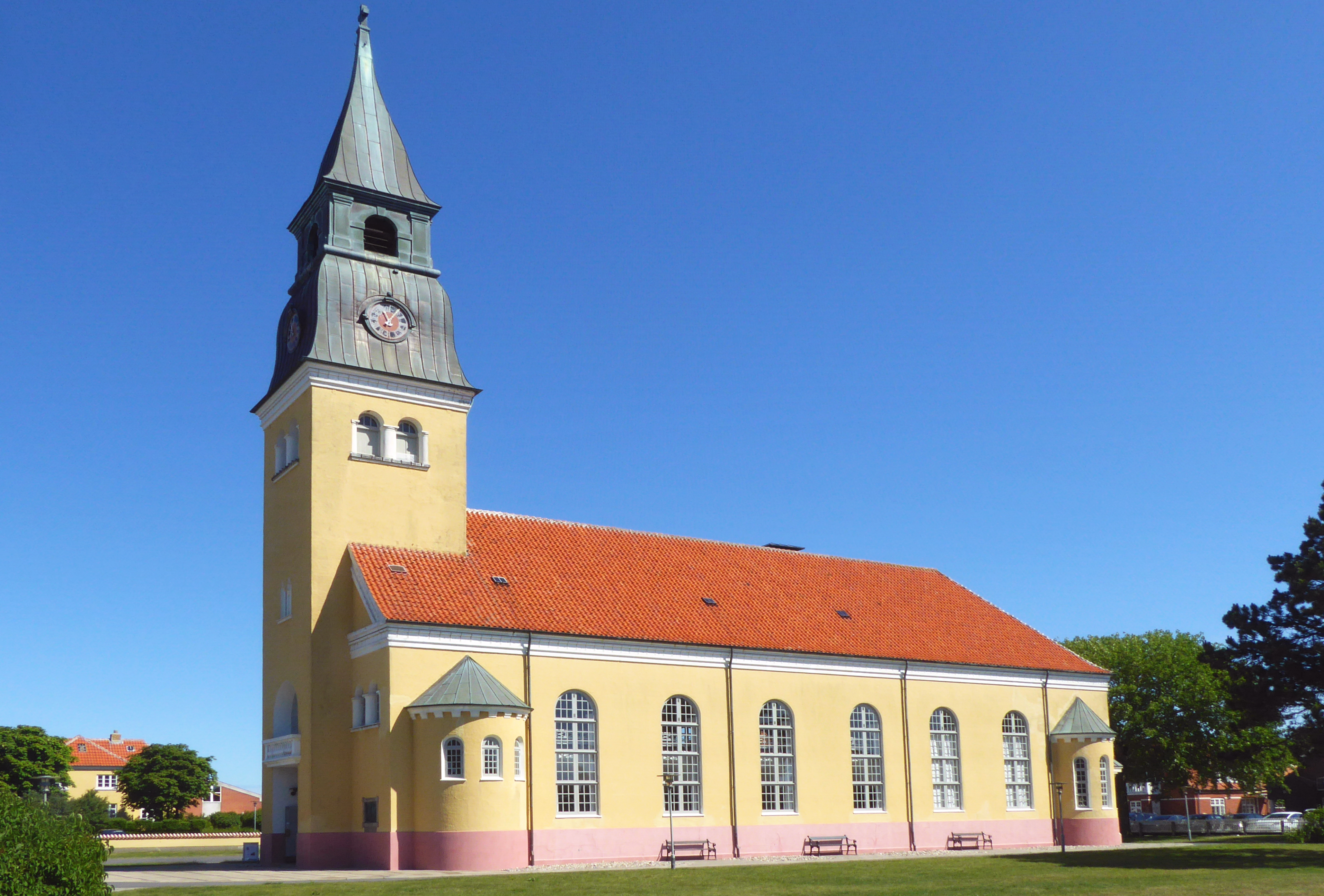
Evangelisch-lutherische Kirche von Skagen (2018)

Die Skagen Kirke ist die Kirche der nördlichsten dänischen Stadt Skagen und Nachfolgebau der versandeten Kirche. Die von Christian Frederik Hansen geplante Kirche wurde 1841 eingeweiht. 1910 wurde sie durch Ulrik Plesner und Thorvald Bindesbøll erweitert, dabei wurde die strikte Symmetrie des Gebäudes erhalten. Das Gebäude gehört zum Bistum Aalborg der evangelisch-lutherischen Volkskirche Dänemarks.

## Geschichte

### Versandete Kirche

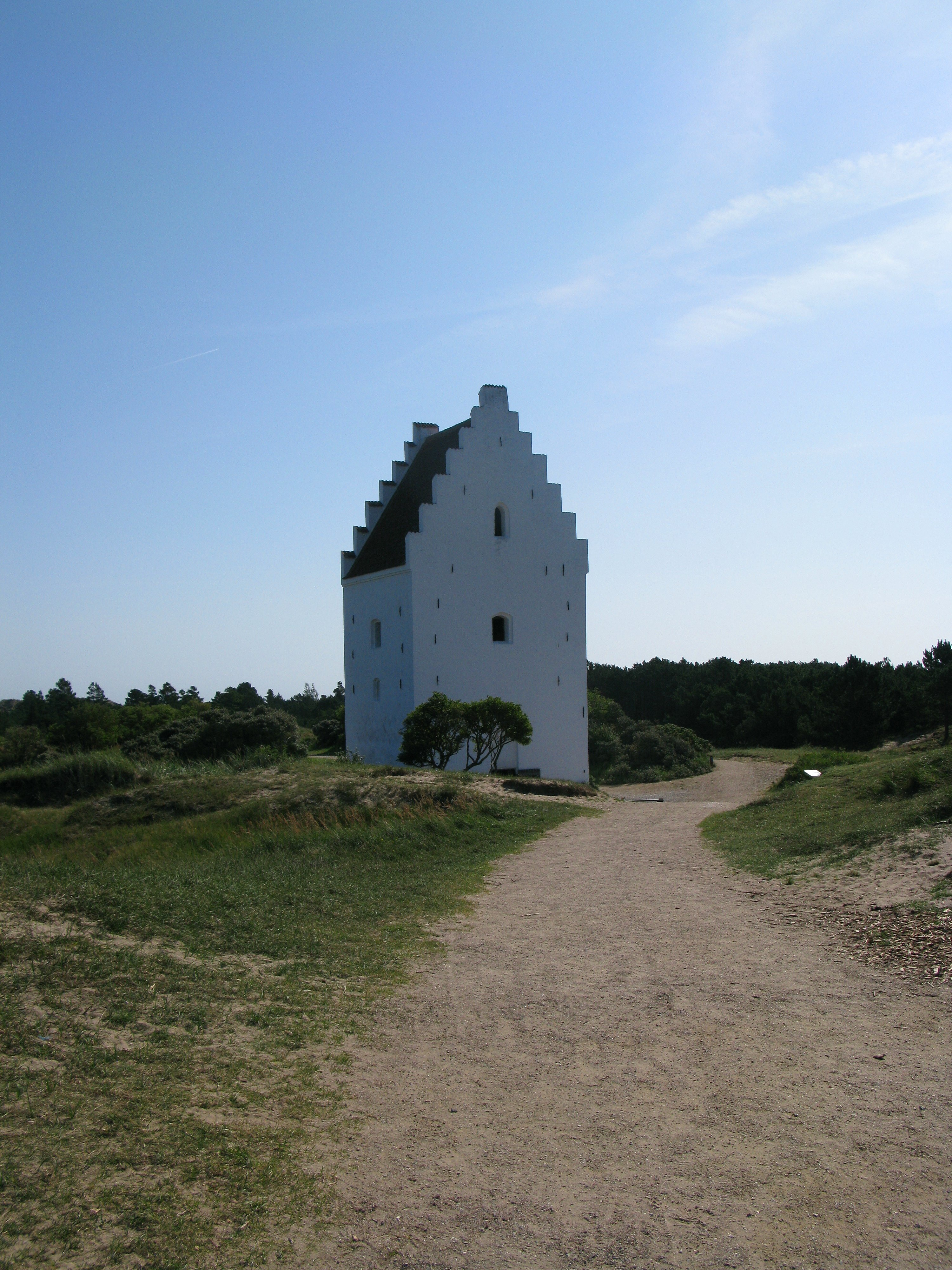
Turmruine des ehemaligen Kirche („Versandete Kirche“)

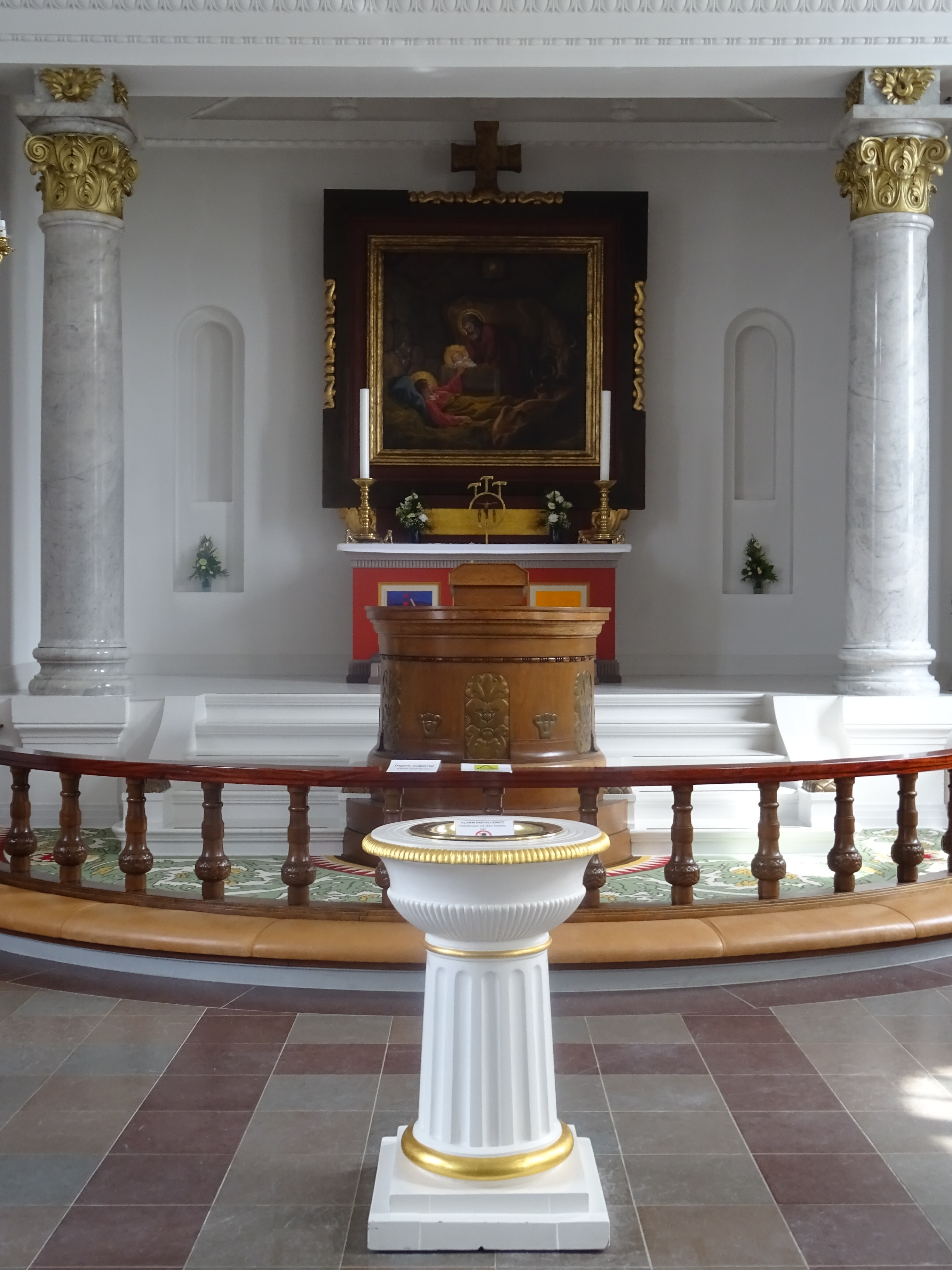
Kanzel und Taufbecken sind auf der Mittelachse angeordnet.

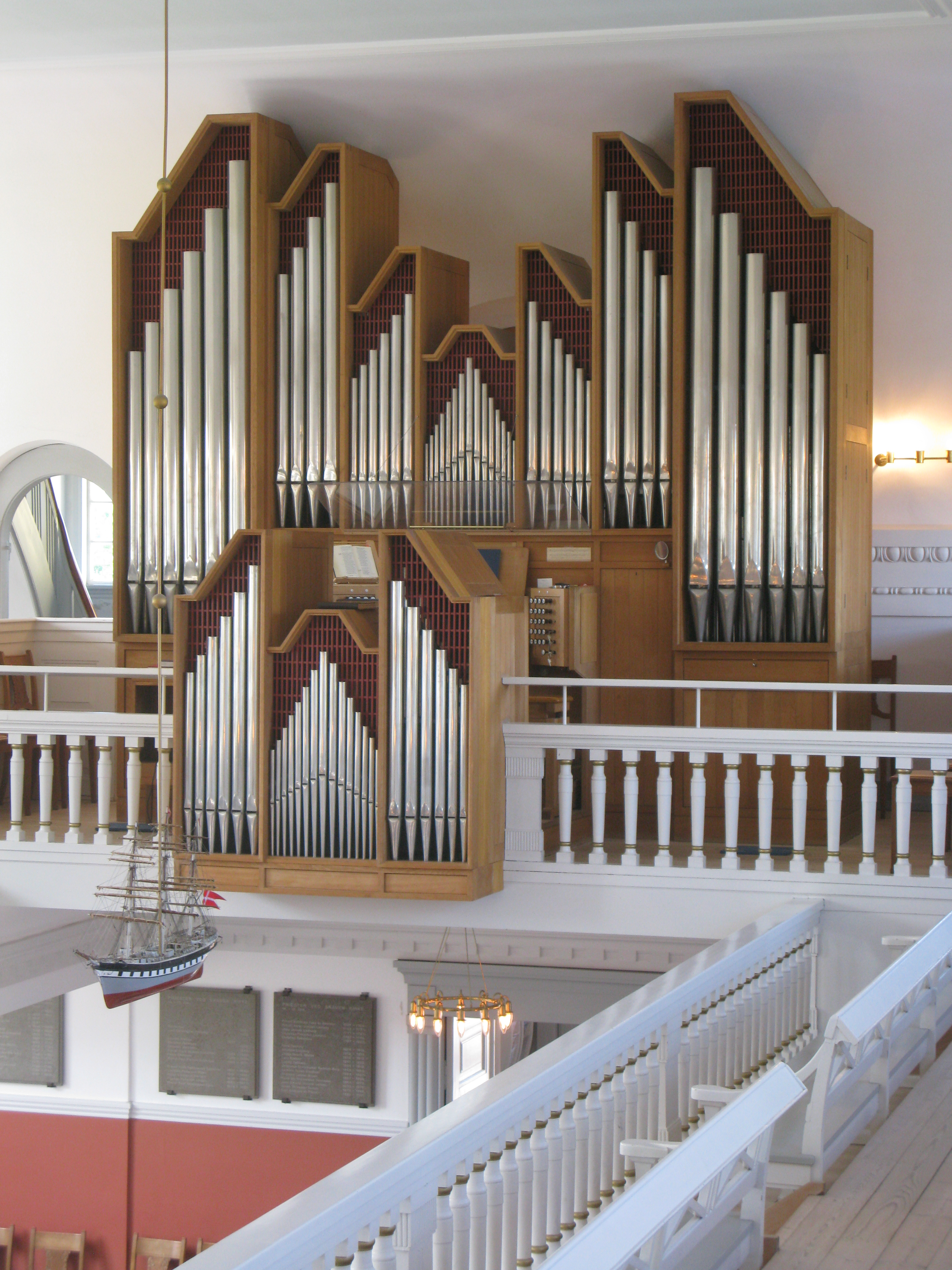
Orgelprospekt mit Rückpositiv aus dem Jahr 1962

Bereits im 13. Jahrhundert erhielt Skagen eine Kirche, welche südlich der heutigen Stadt lag. Das genaue Baudatum ist nicht bekannt, jedoch wurde sie in einer Quelle aus dem Jahr 1387 erwähnt. Sie war dem Heiligen Laurentius geweiht. Zu dieser Zeit war Skagen eine durch Fischfang und Landwirtschaft große Stadt, sodass die Kirche mit einer Länge von 45 Metern die größte Kirche von Vendsyssel war. Nach einem Sandsturm im Jahr 1775 konnte die Kirche zunächst nicht mehr betreten werden. Zwanzig Jahre lang musste die Kirche regelmäßig von Sand befreit werden, bis man sie im Jahr 1795 stilllegte. Der umliegende Friedhof wurde noch bis 1810 genutzt, während große Teile der 1805 abgerissenen Kirche als Baumaterial wiederverwendet wurden. Der Turm wurde aufgrund seiner Höhe von 22 Metern weiß gekalkt und als Seezeichen genutzt. Er ist heute eine Touristenattraktion, jedoch finden dort in Sommermonaten wieder Gottesdienste statt.
Ab 1795 hatte die Gemeinde keine Kirche, weshalb man zwei kleine Kapellen nutzte. Es fanden mehrfach Sammlungen statt, um ein neues Kirchengebäude errichten zu können.

### Der Kirchbau von 1841
Bei dem Architekten Christian Frederik Hansen wurde ein Kirchengebäude in Auftrag gegeben, welches 1841 fertig gestellt wurde. Es wurde strikt symmetrisch im neo-klassizistischen Stil errichtet. Durch große Fenster war es innen sehr hell. Hingegen war sein Äußeres unscheinbar, da es in einem grauen Farbton gestrichen war. Daher bezeichneten die Skagener den Bau als „Grauen Spatz“. Zudem besaß die Kirche anfangs keinen Turm. Ein kleiner hölzerner Glockenstuhl war neben der Kirche aufgebaut worden.
Durch die Erweckungsbewegung nahm die Zahl der Gottesdienstbesucher stark zu, sodass ab 1896 nicht mehr alle Kirchgänger an den Sonntagen einen Platz fanden. Gegenüber der Kirche errichtete man ein Gemeindehaus. Die Orgel der Kirche gehörte ursprünglich der Königin Caroline Amalie. Nach der Erweiterung der Kirche im Jahr 1910 wurde die kleine Orgel im Gemeindehaus aufgestellt.

### Die Erweiterung von 1910
Zwar bestand ein Bedarf nach einem deutlich größeren Kirchengebäude, jedoch wollten die Gemeinde aus finanziellen Gründen das bestehende Gebäude von Christian Frederik Hansen nur erweitern lassen. Die Architekten Ulrik Plesner und Thorvald Bindesbøll wurden mit einer Erweiterung beauftragt, damit künftig 800 Besucher in der Kirche Platz finden sollten. Die Kirche wurde dabei nach Osten erweitert. Im Westen wurde ein 36 Meter hoher Turm errichtet. Der Fußboden der Kirche wurde weiter nach unten verlegt, sodass der Innenraum höher wurde. Auch außerhalb wurde der Boden abgetragen. Die Kirche stand zuvor auf einer etwa einen Meter hohen Anhöhe, nun ist das Gelände flach. An drei Seiten der Kirche wurden Emporen eingebaut, welche auf der Nord- und Südseite weitere Sitzplätze bieten. Auf der Westempore fand später die Orgel Platz. Unter den Emporen finden sich an den Fenstern weiße Mulden, welche das Tageslicht von den Fenstern in das Kircheninnere leiten. Dadurch wirkt die Kirche trotz der Emporen vor den Fenstern weiterhin sehr hell, dazu wurden die Fenster zusätzlich nach unten verlängert.

## Inventar

### Altar, Kanzel und Taufbecken
Auffällig an der Kirche von Skagen ist die unübliche Position der Kanzel mittig vor dem Altar. Die Architekten wollten auch hier die Symmetrie des Raumes beibehalten. Die Kanzel wurde aus dunklem Holz mit Bronzeverzierungen hergestellt. Durch die unübliche Position kann der Prediger auch von den Emporen gut gesehen werden.
Hinter der Kanzel führen fünf Treppenstufen zum Altar im Richtung Osten zeigenden Chor. Dieser wird von zwei Marmorsäulen flankiert. Das Altarbild zeigt die Szene von der Geburt Jesu in Bethlehem. Das Ölgemälde stammt von Joakim Skovgaard. Die großen Leuchter auf dem Altar stammen noch aus der versandeten Kirche. Die Vorderseite des Altartisches wird von drei quadratischen Ölgemälden des Künstlers Arne Hansen (1921–2009) verziert. Diese symbolisieren die Via Dolorosa, Golgatha und die Auferstehung.
Auch das Taufbecken befindet sich in der mittleren Raumachse zwischen den ersten Sitzbänken und der Kanzel. Es besteht aus weißlackiertem Holz mit Muschelmuster, vergoldeten Verzierungen und einer Taufschale aus Messing. Das Becken ist aber für unterschiedliche Veranstaltungen verschiebbar.

### Glocken
Die Kirche verfügt über drei Glocken mit automatischem Geläut. Die kleinste Glocke stammt aus dem 14. Jahrhundert. Über den Geläut wurde ein Glockenspiel mit 25 Glocken angebracht, welches von einem Spieltisch hinter der Orgel bedient werden kann.

### Orgel
Die heutige Orgel wurde 1962 durch den Orgelbauer Marcussen & Søn angefertigt. Dabei wurde das Orgelgehäuse in modernem Stil aus heller Eiche in symmetrischer Bauweise wie auch in der Frederikshavn Kirke angefertigt. Die Entwürfe dafür lieferte Christen Jutesen. 2010 wurde die Orgel bei der Renovierung um vier auf 31 Register, spielbar auf drei Manualen und Pedal, erweitert.